# Staple (Norte)
Staple é uma comuna francesa na região administrativa de Altos da França, no departamento do Norte. Estende-se por uma área de 9.97 km². Em 2010 a comuna tinha 660 habitantes (densidade: 66,2 hab./km²).